# Pseudopostega venticola
Pseudopostega venticola là một loài bướm đêm thuộc họ Opostegidae. Nó được Walsingham, Lord Thomas de Grey, miêu tả năm 1897. Nó được tìm thấy ở much of miền Tân nhiệt đới Region từ miền nam Florida và Texas, through much of the Tây Indies và Trung Mỹ tới miền nam Brasil.
Chiều dài cánh trước là 2.5–3.3 mm. Con trưởng thành bay vào nearly every month.